# فيل غايل
فيل غايل (بالإنجليزية: Phil Gayle)‏ هو صحفي ومذيع أخبار بريطاني، ولد في 6 أبريل 1964 في برمنغهام في المملكة المتحدة.

## وصلات خارجية
- فيل غايل على موقع IMDb (الإنجليزية)